# Scepomycter rubehoensis
La prinia de Rubeho (Scepomycter rubehoensis) es una especie de ave paseriforme de la familia Cisticolidae endémica de Tanzania. 

## Taxonomía
Fue descubierta en 2009 y clasificada en el género  Scepomycter, que hasta entonces era monotípico.

## Distribución y hábitat
Se encuentra únicamente en los bosques de los montes de Rubeho–Ukaguru en Tanzania.